# جيري آند ذا بيسميكرز

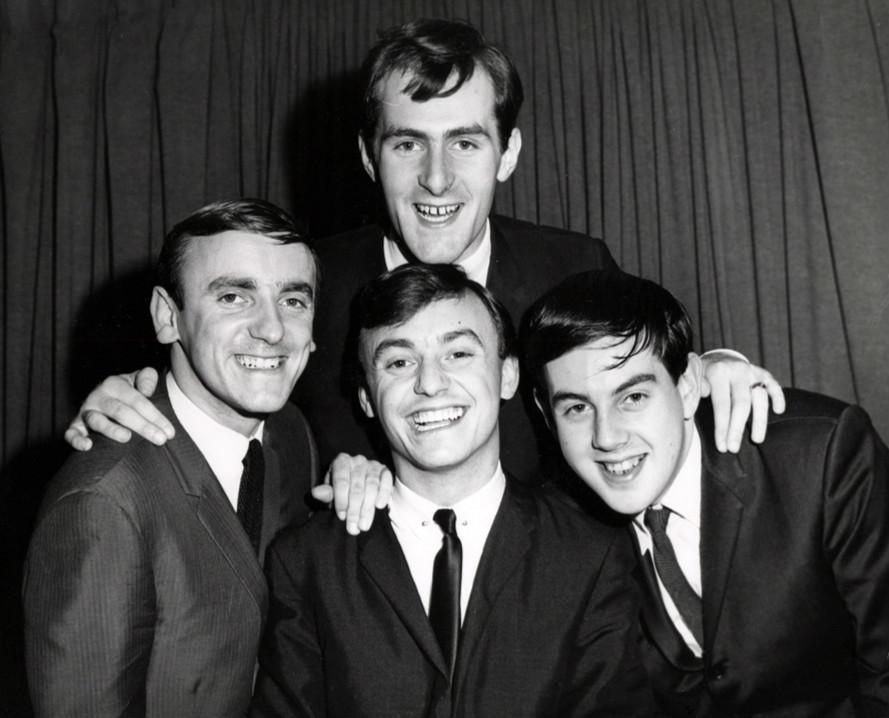
الفرقة في 1964.

جيري آند ذا بيسميكرز (بالإنجليزية: Gerry and the Pacemakers)‏، مجموعة غنائية بريطانية في فترة الستينات من ليفربول. كانت المجموعة تدار من براين إبشتاين وتسجل من جورج مارتن.

## وصلات خارجية
- جيري آند ذا فيزميكرز على موقع IMDb (الإنجليزية)
- جيري آند ذا فيزميكرز على موقع ميوزك برينز (الإنجليزية)
- جيري آند ذا فيزميكرز على موقع أول ميوزيك (الإنجليزية)
- جيري آند ذا فيزميكرز على موقع ديسكوغز (الإنجليزية)
- الموقع الرسمي
- في موقع Classic Bands